# ELTE Apáczai Csere János Gyakorló Gimnázium és Kollégium
Az ELTE Apáczai Csere János Gyakorló Gimnázium és Kollégium egy Magyarországon, Budapesten található középiskola, az ELTE gyakorlóiskolája. Az ország egyik legszínvonalasabb középiskolája: komplex természettudományi tagozatának diákjai a Nemzetközi Kémiai Diákolimpia rendszeres résztvevői, az OKTV-döntőkben évente 20-30 diákkal képviseltetik magukat – kémia mellett a legkülönfélébb tárgyakból is –, valamint egyéb országos tanulmányi versenyek döntőiben is rendkívül magas az iskola diákjainak részvételi aránya, emellett a különböző középiskolai rangsorok első 10-20 helyezettjei között szerepel az iskola immár évtizedek óta, a továbbtanulási arány igen magas. Nevét a magyar filozófusról és pedagógusról, Apáczai Csere Jánosról kapta. Jelenleg 6 és 4 osztályos egyetemi gyakorló gimnáziumként működik.

## Története

### Épület
Az épület Reichl Kálmán építész tervei alapján épült 1911–1912-ben (más források szerint 1911–1913-ban) iskolaépületként. Stílusa art déco jellegű.

### A mai iskola elődei
1911–12-ben elemi és polgári iskolaként indult az oktatás: Cukor utcai részében polgári leányiskola, az Eötvös Loránd (Papnövelde) utcai részében elemi iskola működött. 1948–1955 között az épületet a Budapesti Pedagógiai Főiskola vette igénybe. 1955-ben ennek Szegedre telepítése után indult a mai iskola elődje, Cukor utcai Gyakorló Általános Iskola és Gimnázium néven, 12 évfolyammal: 4 alsó tagozat, 8 felső tagozat és 8 gimnázium rendszerben. A gimnázium indulásakor évfolyamonként 2-2 osztályt a Trefort utcai gyakorlógimnáziumból helyeztek át. Valamennyi osztály fiúosztály volt. 1957-ben az iskola az Apáczai Csere János nevet kapta.

### Kollégium
A kollégiumot 1970. március 9-én alapította az Eötvös Loránd Tudományegyetem, a Művelődésügyi Minisztérium és a Pénzügyminisztérium. Az alapító okmány kimondta, hogy az iskolában folyó általános iskolai képzést fokozatosan meg kell szüntetni, és annak helyén egy 100 személyes diákotthont kell létrehozni 50 fiú- és 50 lánytanuló részére. Az alapító okmány szerint csak vidékről lehetett felvenni tehetséges tanulókat, és csak fizikai dolgozók gyermekeit. Az egy év alatt elkészült fiúkollégium már 1971-ben tanulókat fogadott. A lánykollégium rá két évre készült el. A kollégium matematikából, magyar nyelvtanból és oroszból „felvételiztetett” az iskolai tanárok segítségével. Az iskola kollégistáinak külön programok/szakkörök találhatók. Sok kollégista lett versenysakkozó a szakkörnek köszönhetően.

### Az iskola igazgatói
- Dr. Fischer Vilmos: 1955–1959
- Dr. Temesi Alfréd: 1959–1969
- Tardos Ivánné (megbízott): 1965–1968
- Bucskó Béla: 1969–1970
- Fazekas Mihály: 1970–1989
- Dr. Pfeiffer Ádám: 1989–1997
- Pósfai Péter : 1997–1998
- Molnár Zsolt: 1998–1999
- Flórik György: 1999–2000
- Pákó Gyula: 2000–2001
- Munkácsy László: 2001– 2017
- Salga Imre 2017-2022
- Jankovics László 2022-

## Oktatás

### Tagozatok

#### A 2024/2025-ös tanévben induló osztályok
| Képzési forma           | Képzési forma              | Kód  | Évfolyam | Felvehető | Felvehető |
| Képzési forma           | Képzési forma              | Kód  | Évfolyam | Osztályok | Fő        |
| ----------------------- | -------------------------- | ---- | -------- | --------- | --------- |
| Négy évfolyamos osztály | Matematika–fizika tagozat  | 0001 | 4        | 1         | 17        |
| Négy évfolyamos osztály | Humán tagozat              | 0004 | 4        | 1         | 17        |
| Négy évfolyamos osztály | Biológia tagozat           | 0003 | 4        | 1         | 17        |
| Négy évfolyamos osztály | Természettudományi tagozat | 0002 | 4        | 1         | 17        |
| Hat évfolyamos osztály  | Általános tagozat          | 0006 | 6        | 1         | 30        |
| Hat évfolyamos osztály  | Általános tagozat          | 0006 | 6        | 1         | 30        |

### Eredmények
Az iskola oktatásában fontos szerepe van az országos középiskolai tanulmányi versenyeknek (OKTV). Kémia tantárgyból hagyománya van a Nemzetközi Diákolimpián és a Nemzetközi Természettudományi Olimpián (IJSO) való részvételnek.[forrás?]

## Osztályok (2023–2024)
| Képzési forma                                            | Osztály | Osztályfőnök                   | Osztályfőnök‐helyettes |
| -------------------------------------------------------- | ------- | ------------------------------ | ---------------------- |
| Négy évfolyamos osztályok (matematika–fizika –humán)     | 9. A    | Szilágyi Barnabás              |                        |
| Négy évfolyamos osztályok (matematika–fizika –humán)     | 10. A   | Borhegyi Péter                 | Tóth Attila            |
| Négy évfolyamos osztályok (matematika–fizika –humán)     | 11. A   | Antal Zoltán                   | Dr. Nagy-Varga Zsolt   |
| Négy évfolyamos osztályok (matematika–fizika –humán)     | 12. A   | Kelemen-Kiss Ilona Helén       |                        |
| Négy évfolyamos osztályok (biológia– természettudományi) | 9. B    | Dr. Csiszár Gábor              |                        |
| Négy évfolyamos osztályok (biológia– természettudományi) | 10. B   | dr. Ács Zoltán                 |                        |
| Négy évfolyamos osztályok (biológia– természettudományi) | 11. B   | Sebő Péter, Sebőné Bagdi Ágnes |                        |
| Négy évfolyamos osztályok (biológia– természettudományi) | 12. B   | Kollár Artúr                   |                        |
| Hat évfolyamos osztályok (általános tagozat)             | 7. C    | Magyar Eszter, Pető Sándor     |                        |
| Hat évfolyamos osztályok (általános tagozat)             | 7. D    | Kalla Lea                      |                        |
| Hat évfolyamos osztályok (általános tagozat)             | 8. C    | Papp Ádám                      |                        |
| Hat évfolyamos osztályok (általános tagozat)             | 8. D    | Kiss Zsuzsanna                 |                        |
| Hat évfolyamos osztályok (általános tagozat)             | 9. C    | Illés Vanda                    |                        |
| Hat évfolyamos osztályok (általános tagozat)             | 9. D    | Czédulás Katalin               | Minich Eszter          |
| Hat évfolyamos osztályok (általános tagozat)             | 10. C   | Dalos Áron                     | Renner Ildikó          |
| Hat évfolyamos osztályok (általános tagozat)             | 10. D   | Iván György                    | Csányi János           |
| Hat évfolyamos osztályok (általános tagozat)             | 12. C   | Tóth László                    | Minich Eszter          |
| Hat évfolyamos osztályok (általános tagozat)             | 12. D   | Bakos Enikő                    | Börzsönyi Péter        |
| Hat évfolyamos osztályok (nyelvi-kommunikációs osztály)  | 11. C   | Vécsei Zoltán                  | Pintérné Czigler Éva   |
| Hat évfolyamos osztályok (digitális osztály)             | 11. D   | Tallósi-Kovács Vivien          | Szegedy-Maszák Anna    |

## Rangsor
|     | 2018 | 2019 | 2020 | 2021 | 2022 | 2023 | 2024 |
| --- | ---- | ---- | ---- | ---- | ---- | ---- | ---- |
| HVG |      | 6    |      | 6    | 6    | 5    | 7    |

## Híres diákjai
- Bächer Iván író
- Bakos Gáspár csillagász
- Bányai Gábor rádiós műsorvezető
- Benda Gyula történész
- Bereményi (Rozner) Géza író, forgatókönyvíró (1960–61-ben)[12]
- Bojár Gábor fizikus, informatikai vállalkozó, a Graphisoft elnöke
- Bollobás Béla matematikus
- Bollobás Enikő irodalomtörténész
- Bornai Tibor zenész, zeneszerző, szövegíró
- Csapó Virág színésznő
- Csermely Péter biokémikus
- Csókay András idegsebész
- Deák Kristóf Oscar-díjas filmrendező
- Domány András külpolitikai újságíró, rádiótudósító
- Erős Ferenc szociálpszichológus
- Fenyő Ervin színész
- Gyurcsány Ferenc közgazdász, politikus, Magyarország volt miniszterelnöke (két tanévet végzett el az intézményben)
- Hack Péter jogász, volt országgyűlési képviselő, habilitált egyetemi docens, tanszékvezető, ELTE Állam- és Jogtudományi Kar
- Hágelmayer Veronika, modell
- Harle Tamás író, újságíró, médiatanár
- Hidvégi Máté biokémikus, az Avemar feltalálója
- Honyek Gyula Rátz Tanár Úr-életműdíjas fizikatanár, tankönyvszerző
- Karsai László történész, egyetemi tanár, az MTA doktora
- Kázmér Miklós paleontológus, ELTE Természettudományi Kar Őslénytani Tanszék, egyetemi tanár
- Kende Tamás nemzetközi jogász, ELTE Állam- és Jogtudományi Kar
- Klinghammer István térképész, az ELTE volt rektora
- Komjáthy Ági modell, manöken
- Komlós János matematikus, az MTA külső tagja
- Konc János szülész, nőgyógyász, Budai Meddőségi Centrum
- Kormos Judit, nyelvész az ELTE BTK Angol–Amerikai Intézet egykori és a Lancasteri Egyetem jelenlegi oktatója
- Kőszeg Ferenc, volt országgyűlési képviselő, a Magyar Helsinki Bizottság alapítója
- Leisztinger Tamás, a Magyar Sakk Szövetség volt elnöke, befektető
- Morvai Krisztina, az Európai Parlament tagja, büntetőjogász (ELTE ÁJTK)
- Müller Péter Sziámi költő, énekes
- Nemerkényi Antal docens, tankönyvszerző, a Földrajzi Társaság titkára
- Novotny Zoltán sportújságíró
- Orbán Balázs, politikus
- Palya Bea népdalénekes, zenész
- Solt Pál jogász, a Legfelsőbb Bíróság egykori elnöke
- Stahl Judit filmrendező, volt bemondó, szakácskönyvek szerzője
- Stépán Gábor Széchenyi-díjas gépészmérnök, egyetemi tanár, az MTA tagja
- Szathmáry Eörs biológus, ELTE TTK Biológiai Intézet, az MTA levelező tagja
- Timár Gábor geofizikus, űrkutató, ELTE TTK Földrajz- és Földtudományi Intézet Geofizikai és Űrtudományi Tanszék, tanszékvezető egyetemi tanár
- Tél Tamás Széchenyi-díjas fizikus, egyetemi tanár, az MTA doktora
- Vértes András közgazdász, GKI
- Zsolnai Júlia színésznő

- Koczka Zsolt nemzetközi sakkmester
- Csabai Domonkos, nemzetközileg elismert teknős tenyésztő (kihalással fenyegetett hüllők tenyésztése)
- Dr. Téglássy Zoltán, orvos, író, jazz zenész
- Dr. Varga Iván, nemzetközileg elismert ügyvéd

## Híres tanárai

### Akik jelenleg tanítanak az intézményben
- Zsigri Ferenc, Arany Katedra emlékplakett kitüntetés birtokosa[13], Rátz Tanár Úr-életműdíj kitüntetett.
- Villányi Attila, az Ötösöm lesz kémiából és más kémiai témájú könyvek szerzője, a Rátz Tanár Úr-életműdíj kitüntetettje.
- Tóth László, Raoul Wallenberg-díjas tanár, a vitaszakkör vezetője, több híresebb disputaverseny nyertes csapatának felkészítője.

### Akik már nem tanítanak az intézményben
- Ádám Emil, karnagy, zeneszerző, ének-zene vezetőtanár
- Bucskó Béla, biológia–földrajz, évtizedeken át igazgatóhelyettes, 1959-től közel 60 évig az intézményben; a zártláncú oktató TV-studió létrehozója Holics Lászlóval (1960-as években)
- Czapáry Endre, Rátz Tanár Úr-életműdíjjal, Apáczai Csere János-díjjal, Beke Manó-emlékdíjjal kitüntetett matematika vezetőtanár
- Czirók Ede, Szent-Györgyi Albert-díjas vezetőtanár, kémiaérettségi-felkészítő könyv szerzője. 2008-ig tanított az intézményben
- Flórik György, fizika szakos vezetőtanár, a Rátz Tanár Úr-életműdíj kitüntetettje
- Hack Frigyes dr., matematika–fizika–ábrázoló geometria szakos vezetőtanár, tankönyvszerző (Függvénytáblázatok); 1965-től 1974-ig tanított az iskolában
- Harkay Pál, földrajztanár, földrajzkönyv írása mellett jelentős ismeretterjesztői és szakirodalmi tevékenységgel
- Holics László,  fizika vezetőtanár, számos középiskolai fizika tankönyv és példatár szerzője, a Rátz Tanár Úr-életműdíj kitüntetettje, a KöMaL Fizikai rovatának szerkesztője, 1959-től 2010-ig tanított az intézményben; a zártláncú oktató TV-studió létrehozója Bucskó Bélával (1960-as években)
- Karakas Gábor, legendás kémia vezetőtanár, 1960 és 1999 között tanított az intézményben
- Korányi Erzsébet dr., középiskolai matematika-tankönyvek, érettségi-feladatgyűjtemények szerzője
- Mihályfi László, többszörös magyar rövidtávfutó bajnok, Magyarország örökös bajnoka
- Pfeiffer Ádám dr., kémiatanár, középiskolai tankönyvek szerzője, a Rátz Tanár Úr-életműdíj kitüntetettje
- Reiman István, matematika óraadó tanár, a Rátz Tanár Úr-életműdíj kitüntetettje
- Sain Márton, matematikatanár, matematikatörténet-kutató; a Matematikatörténeti ABC és a Nincs királyi út könyvek szerzője, feladatgyűjtemények és a hozzájuk tartozó tanári segédkönyvek szerkesztője, társszerzője.
- Falta Zoltán, matematikatanár, 1932–2011
- Száray Miklós, középiskolai történelemkönyvek szerzője
- Tihanyi Ferenc dr., földrajz vezetőtanár
- Vágó György, angol, német, orosz vezetőtanár, (nemzetközi diákkapcsolatok szervezője)

### A kollégium híres nevelői
- Nyilas Atilla, költő